# Andropogon trichozygus
Andropogon trichozygus är en gräsart som beskrevs av John Gilbert Baker. Andropogon trichozygus ingår i släktet Andropogon och familjen gräs.
Artens utbredningsområde är Madagaskar. Inga underarter finns listade i Catalogue of Life.